# Route nationale 37 (Vietnam)
Pour les articles homonymes, voir Route nationale 37.
La route nationale 37 (vietnamien : Quốc lộ 37) est une route nationale au Viêt Nam,.

## Parcours
La route nationale 37 traverse Haïphong et les provinces de Thái Bình, Hải Dương, Bắc Giang, Thái Nguyên, Tuyên Quang, Yên Bái et de Sơn La.
La route nationale 37 est divisée en deux sections traversant les localités suivantes :
- Section 1 : Thai Thuy - Vinh Bao - Ninh Giang - Tu Ky - Gia Loc - Ville de Hai Duong - Chi Linh - Luc Nam - Lang Giang - Viet Yen - Hiep Hoa - Phu Binh - Ville de Thai Nguyen - Phu Luong - Dai Tu - Son Duong - Ville de Tuyen Quang - Yen Son.
- Section 2 : Yen Binh - Ville de Yen Bai - Tran Yen - Van Chan - Phu Yen - Bac Yen - Mai Son.